# Philoliche bricchettii
Philoliche bricchettii är en tvåvingeart som först beskrevs av Mario Bezzi 1892.  Philoliche bricchettii ingår i släktet Philoliche och familjen bromsar.
Artens utbredningsområde är Somalia. Inga underarter finns listade i Catalogue of Life.